# Amygdalus
Amygdalus (Prunus subg. Amygdalus) és un subgènere del gènere Prunus dins la família rosàcia. En el sistema de Linnaeus, Species plantarum de 1753, aquest subgènere estava classificat com un gènere, amb el nom Amygdalus i l'ametller rebia el nom Amygdalus communis, actualment s'anomena Prunus dulcis.
Amygdalus en llatí significa 'ametlla'.
Entre les espècies del subgènere Amygdalus destaquen els fruiters ametller i presseguer.
Característiques dels fruits del subgènere Amygdalus són que són drupes pubescents amb una depressió en un dels cantons i també amb un solc profund que arriba fins a la llavor interior. Els marges dels sèpals són enters.

## Algunes espècies
- Prunus bucharica (Korsh.) Hand.-Mazz.
- Prunus davidiana (Carrière) Franch.
- Prunus dulcis D.A.Webb
- Prunus fenzliana Fritsh
- Prunus havardii (W.Wight) S.C.Mason
- Prunus kansuensis Rehder
- Prunus minutiflora Engelm.
- Prunus mira (Koehne)
- Prunus pedunculata (Pall.) Maxim.
- Prunus persica (L.) Batsch
- Prunus ×persicoides (Ser.) M.Vilm. & Bois
- Prunus spinosissima (Bunge) Franch.
- Prunus tangutica (Batalin) (Koehne)
- Prunus tenella Batsch
- Prunus texana D.Dietr.
- Prunus triloba Lindl.